# Euphorbia kimberleyana
Euphorbia kimberleyana är en törelväxtart som först beskrevs av Graham Williamson, och fick sitt nu gällande namn av Peter Vincent Bruyns. Euphorbia kimberleyana ingår i släktet törlar, och familjen törelväxter. Inga underarter finns listade i Catalogue of Life.